# 메이플 리프 스포츠 & 엔터테인먼트
메이플 리프 스포츠 앤드 엔터테인먼트(Maple Leaf Sports & Entertainment Ltd)는 캐나다의 스포츠 기업으로 미국과 캐나다의 6개의 주요 프로 스포츠 리그 중 4개의 프랜차이즈를 포함하는 자산을 가진 이 회사는 캐나다에서 가장 큰 스포츠 및 엔터테인먼트 회사이며 북미에서 가장 큰 회사 중 하나이다.
코너 스마이스가 1918년과 1922년 토론토 아레나스와 토론토 세인트 페트, 스탠리 컵 대회 등을 취득해 기업의 기초를 세우고 1927년 토론토 최고의 하키 프랜차이즈를 구입해 기업의 전신을 설립했다.
1931년 기업의 구조 조정으로 주요 자회사 토론토 메이플리프스를 기초로 메이플 리프 가든(MLGL)이 설립되었고 이후 슈퍼마켓 거물 스티브 스타브로에 의해 MLGL의 지분 25%를 구입해 1996년 파트너가 된다.
1998년 래리 테넌봄 회장에 의해 토론토 랩터스와 에어 캐나다 센터가 인수되고 지금의 메이플 리프 스포츠 앤드 엔터테인먼트로 회사명이 변경되었고 이후 스티브로가 2003년 지분을 온타리오 교사 연금 계획(OTPP)에 매각했으며, 2012년 온타리오 교사 연금 계획은 캐나다 최대 미디어 기업 중 하나인 로저스 커뮤니케이션스와 BCE Inc.의 합작 회사에 CA$13.2억에 79.53%의 지분을 매각하여 회사의 지분가치는 CA$16.66억, 기업가치는 CA$20억에 이르렀다.
2009년 11월 CRTC에 제2디지털 TV 라이선스에 메인 스트림 스포츠란 이름으로 스포츠 방송 사업을 시작했다.

## 소유권
2009년 현재
- 온타리오 교사 연금 계획 - 66%
- (주) 킬머 스포츠 - 20.5%
- TD 캐피털 - 13.5%

메이플 리프 스포츠 앤드 엔터테인먼트의 이사
- 래리 테넌봄 - 킬머 스포츠
- 리처드 페디 - 회장 겸 CEO
- 로버트 버트람 - 온타리오 교사 연금 계획 수석 고문
- 글렌 실베스트리 - 온타리오 교사 연금 계획
- 아쉬빈 말커니 - 온타리오 교사 연금 계획
- 로버트 맥래런 - TD 캐피털
- 데일 라스트만 - 굿맨

## 계열사
- 토론토 메이플리프스 (2009년 4억 7000만 달러)
- 토론토 랩터스 (2009년 3억 8600만 달러)
- 랩터스 905
- 토론토 FC (2008년 4400만 달러)
- 토론토 말리스
- TFC 아카데미
- 스코샤뱅크 아레나 (2억 6000만 달러)
- 리프 TV (북미 유일의 하나의 스포츠팀 전용 방송사)
- 랩터 NBA TV
- GolTV 캐나다 (80.1%, 전문 축구 채널)
- 메이플 리프 광장

## 스포츠 시설 관리
- BMO 필드 - 토론토 FC와 캐나다 축구 국가대표팀의 경기장
- 코카-콜라 콜리시엄 - 토론토 말리스, 토론토 WNBA 팀의 경기장
- 스코샤뱅크 아레나 - 토론토 랩터스의 경기장

### 전직 시설
- 제너럴 모터스 센터 - 오샤와 제너럴의 고향